# وزارة حسين سري باشا الثالثة
وزارة حسين سري باشا الثالثة هي الوزارة الثالثة والستون في مصر، صدر المرسوم الملكي بتشكيلها في 25 يوليو 1949.:492:498

## أعضاء الحكومة
| الوزارة                                    | الوزير                    |
| ------------------------------------------ | ------------------------- |
| رئيس مجلس الوزراء ووزير الداخلية والخارجية | حسين سري باشا             |
| وزير المالية                               | حسين فهمي بك              |
| وزير العدل                                 | أحمد خشبة باشا            |
| وزير الأشغال العمومية                      | عثمان محرم باشا           |
| وزير الحربية والبحرية                      | محمد حيدر باشا            |
| وزير الصحة العمومية                        | نجيب إسكندر باشا          |
| وزير المعارف العمومية                      | أحمد مرسي بدر بك          |
| وزير الشؤون الاجتماعية                     | علي أيوب                  |
| وزير الأوقاف                               | إبراهيم دسوقي أباظة باشا  |
| وزير الزراعة                               | أحمد عبد الغفار باشا      |
| وزير المواصلات                             | محمد فؤاد سراج الدين باشا |
| وزير التموين                               | عبد الرحمن الرافعي بك     |
| وزير التجارة والصناعة                      | مصطفى نصرت                |
| وزير دولة                                  | محمد زكي علي باشا         |
| وزير دولة                                  | محمود غالب باشا           |
| وزير دولة                                  | مصطفى مرعي بك             |
| وزير دولة                                  | محمد محمد الوكيل          |
| وزير دولة                                  | أحمد علي علوبة بك         |
| وزير دولة                                  | محمد هاشم                 |

## تعديلات
- في 16 أغسطس 1949 أسندت وزارة العدل إلى أحمد علي علوبة.[2]:478